# Калиново (Московская область)

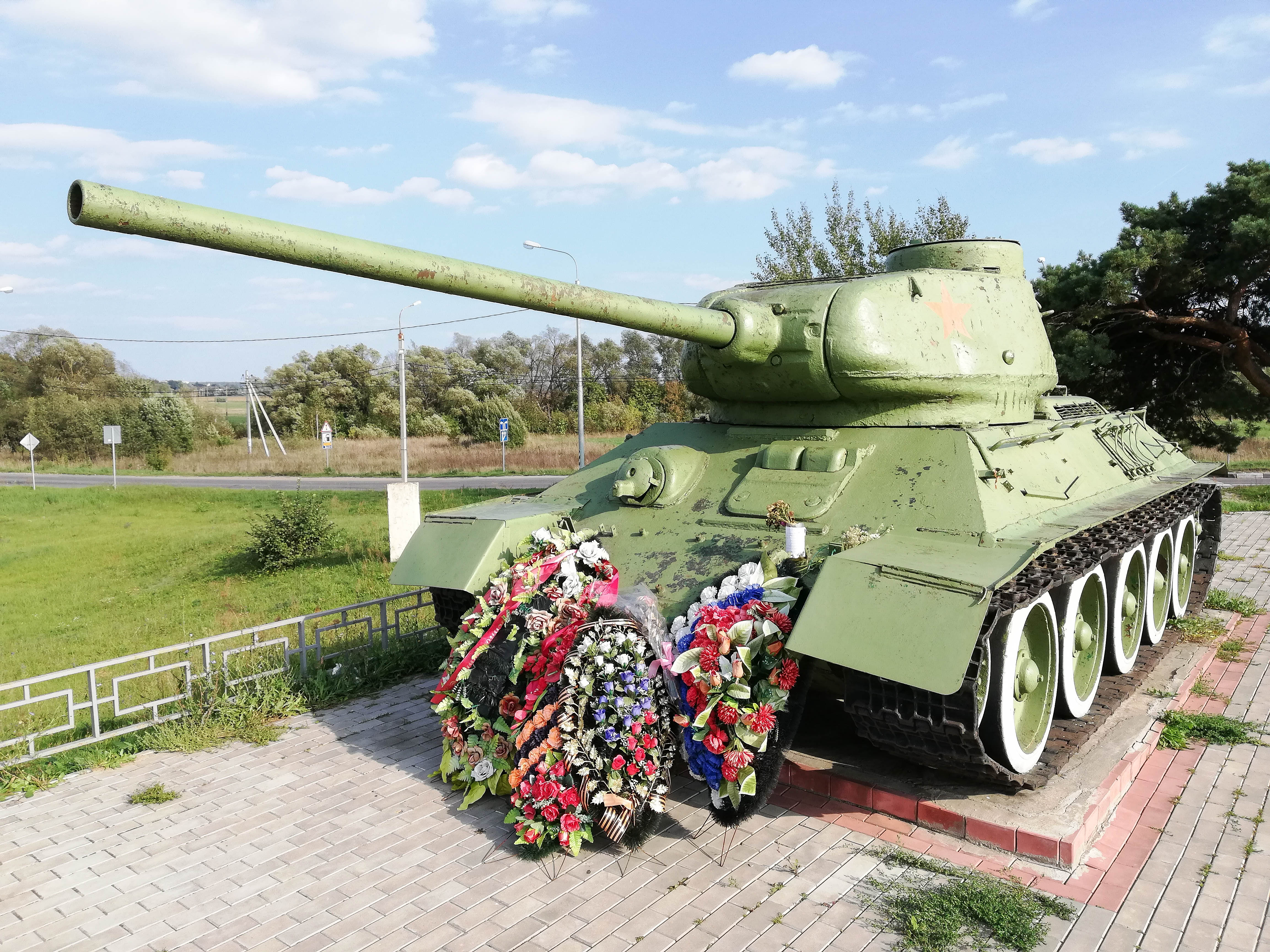
Памятник танкистам 49-й армии в Калиново

Калиново — деревня в Серпуховском районе Московской области. Входит в состав Дашковского сельского поселения (до 29 ноября 2006 года входила в состав Калиновского сельского округа).

## География
Калиново расположено примерно в 10 км (по шоссе) на запад от Серпухова, на безымянном ручье, правом притоке реки Нара, высота центра деревни над уровнем моря — 138 м.

## Население
| 2002 | 2006 | 2010 | 2015 |
| ---- | ---- | ---- | ---- |
| 169  | ↘141 | ↗150 | ↗170 |

## Современное состояние
На 2016 год в деревне зарегистрированы 1 улица — Прирельсовая и 8 садовых товариществ. Калиново связано автобусным сообщением с райцентром и соседними населёнными пунктами.

## Достопримечательности
- Памятник танкистам 49-й армии